# Sphecodopsis argyrura
Sphecodopsis argyrura är en biart som först beskrevs av Cockerell 1933.  Sphecodopsis argyrura ingår i släktet Sphecodopsis och familjen långtungebin. Inga underarter finns listade i Catalogue of Life.